# ソルブレイド
株式会社ソルブレイド (SOL BLADE) は日本のレコード会社。

## 所属アーティスト

### SOL BLADE
- KIYOSHI
- 萩野崇
- ビリケン
- 森川つくし

## Three Fat Samurai製作参加作品
- パパとKISS IN THE DARK
- はっぴぃセブン 〜ざ・テレビまんが〜
- いつだってMyサンタ!
- 落語天女おゆい
- つよきす Cool×Sweet
- 若社長の優雅な休日
- 片翅蝶々
- 彩おとこ

## 過去の所属アーティスト
- FANATIC◇CRISIS（2005年解散）
- 平野綾（同社（アニメ音楽レーベル『Three Fat Samurai』）よりインディーズデビュー、同レーベルの廃止に伴いランティス移籍でメジャーデビュー。元事務所との三者問題により関連スタッフらと共に移籍（現所属・Grick（事務所）、ユニバーサルシグマ（レーベル）在籍）
- Little Non（同じくランティス移籍組。ただし、バンド形態なのか少し事情が異なっている。2011年末に解散。）